# Philippe De Coene
Pour les articles homonymes, voir De Coene.
Philippe De Coene, né le 28 août 1960 à Lille est un homme politique belge flamand, membre du Socialistische Partij Anders (Sp.a).
Il fut journaliste au Morgen.

## Fonctions politiques
- 1994-1999 Député européen
- 1995-2000 Conseiller communal à Courtrai
- 1999-2003 Conseiller provincial de Flandre-Occidentale
- 2003-2007 Député fédéral
- 2006-2006 Échevin à Courtrai
- 2007-     Conseiller communal à Courtrai
- 2009-2014 Député au Parlement flamand

## Distinctions
- Chevalier de l'ordre de Léopold (2007)